# Coelocrossa hypocrocea
Coelocrossa hypocrocea är en fjärilsart som beskrevs av Turner 1919. Coelocrossa hypocrocea ingår i släktet Coelocrossa och familjen mätare. Inga underarter finns listade i Catalogue of Life.